# Жюно, Лора
Лора Жюно, герцогиня д’Абрантес (фр. Laure Junot, Duchesse d’Abrantès), урождённая Лора (Лаура) Аделаида Констанс Пермон (фр. Laure Adelaïde Constance Permon; 6 ноября 1784, Монпелье — 7 июня 1838, Париж) — французская писательница, хозяйка литературного салона, историк; жена наполеоновского генерала Жюно, герцога д’Абрантес. Автор знаменитых мемуаров о Наполеоне Бонапарте «Записки герцогини Абрантес» (в 18 томах).

## Биография
Урождённая Лора (Лоретта) Мартен де Пермон, дочь Шарля Мартен де Премона и его жены Панории, которой во время её вдовства молодой Наполеон Бонапарт делал предложение — так, по крайней мере, утверждала её дочь Лора в своих знаменитых мемуарах («Memoires ou souvenirs historiques»). Пермоны были дальними родственниками Бонапартов, в их доме умер отец Наполеона. Семья Пермон переехала в Париж, и Бонапарт посещал их дом после падения якобинской диктатуры.
В 1800 году шестнадцатилетнюю Лору выдали замуж  за адъютанта Наполеона Жюно. Она сразу же вступила в высший свет Парижа, и стала известна своей красотой, остроумием и экстравагантностью. Первый консул прозвал её «petite peste» (чертовка), но относился к ней и Жюно дружески, щедро одаривая супругов, что не помешало мадам Жюно изобразить его насмешливо и даже клеветнически в своих воспоминаниях.

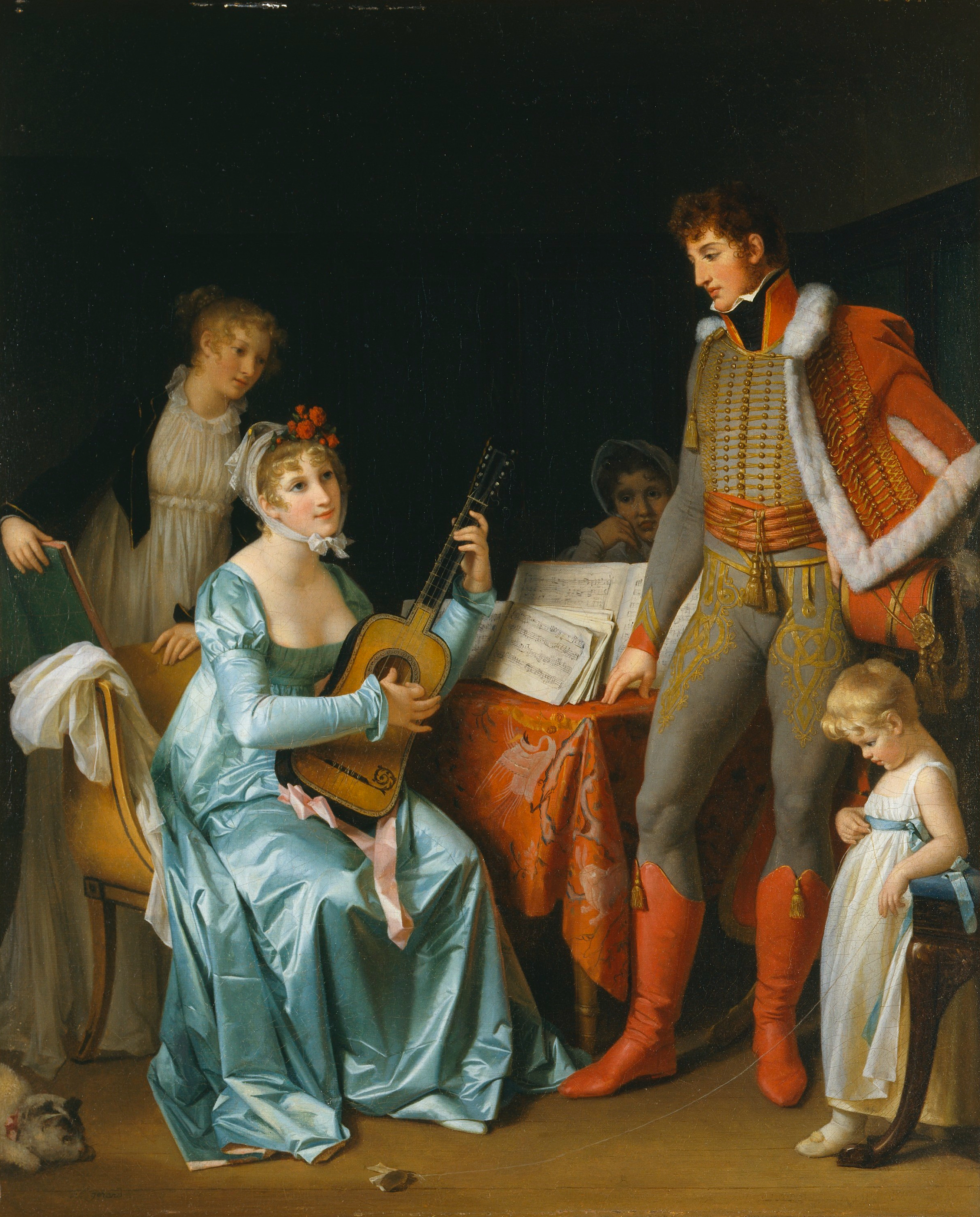
М. Жерар- Герцогиня д’Абрантес и генерал Жюно.

Сопровождала Жюно в Лиссабон в 1806 году, вела там расточительный образ жизни. По этой причине Жюно, возвратившийся в Париж, был обременён долгами, размер которых, несмотря на все его старания уменьшить не удалось. В конце 1807 года мадам Жюно снова присоединилась к мужу в столице Португалии.

В 1814 году примкнула к противникам Наполеона. Некоторое время была близка с Меттернихом. В 1815 году Лора Жюно провела некоторое время в Риме, вращаясь в обществе людей искусства. По возвращении в Париж пыталась вести светский образ жизни, но после смерти мужа остался миллионный долг. Герцогиня распродала всё имущество, получив небольшое пособие, поселилась в Версале и занялась литературным трудом. Там в 1825 году с герцогиней свела знакомство сестра Бальзака Лора Сюрвиль, которая и представила брата Лоре д’Абрантес. Герцогиня стала любовницей молодого писателя. Именно Бальзак подал мысль Лоре д’Абрантес написать мемуары и помогал в работе над ними. Воспоминания были опубликованы в Париже в 1831—1834 в 18 томах и были многократно переизданы. Виржини Ансело писала о герцогине в своих воспоминаниях: 
Эта женщина видела Наполеона, когда он был ещё никому не известным молодым человеком; она видела его за самыми обыденными занятиями, потом на её глазах он начал расти, возвеличиваться и заставил говорить о себе весь мир! Для меня она подобна человеку, сопричисленному к лику блаженных и сидящему рядом со мной после пребывания на небесах возле самого Господа Бога.
Некоторое время герцогиня жила в Аббеи-о-Буа, где в отдельном монастырском корпусе находились квартиры знатных дам, «искавших уединения». Мадам Рекамье держала в Аббеи-о-Буа салон. Благодаря Лоре д’Абрантес Бальзак был принят там.
Теофиль Готье сатирически изобразил Лору Жюно как «герцогиню Абракадантес».
Последние годы жизни нуждалась, умерла в доме престарелых в 1838 году.

## Произведения герцогини д’Абрантес
- «Записки герцогини Абрантес, или исторические воспоминания о Наполеоне, о революции, директории, консульстве, империи и восстановлении Бурбонов» (Memoires ou souvenirs historiques; 18 томов, 1831);
  - русское издание в переводе Ксенофонта Полевого (16 томов; Москва, 1835—1839): тома 1, 2, 3, 4, 5, 6, 7, 8, 9, 10, 11, 12, 13, 14, 15 и 16.
- Catherine II Paris, 1834, фр.;
- Histoires contemporaines (2 т., 1835);
- Scènes de la vie espagnole (2 т., 1836);
- Histoire des salons de Paris (6 т., 1837—1838);
- Souvenirs d’une ambassade et d’un séjour en Espagne et en Portugal, de 1808 & 1811 (2 т., 1837).
- «Амиранте Кастильский» (М., 1836).
  - Часть первая
  - Часть вторая
  - Часть третья
  - Часть четвертая
- «Испанка» (М., 1837).
- «Сцены из жизни испанцев» (М., 1837).
- «Торреадор»  (М., 1838).
  - Часть первая
  - Часть вторая
- «Собрание назидательных и полезных для юношества повестей», русский перевод Софьи Бурнашевой (СПб., 1839).
  - Том первый
  - Том второй